# 巴生区
巴生區，为马来西亚雪兰莪州巴生县下辖的城市之一。面积为40,482公顷。巴生区北临加埔区，南临万津。